# リチャード・ハモンド
リチャード・マーク・ハモンド（Richard Mark Hammond、1969年12月19日 - ）は、イギリス、ウェスト・ミッドランズ、ソリフル出身のラジオ・テレビ司会者。
祖父はバーミンガムで自動車工場の作業員を、父は遺産相続をする司法的判断を下す職業についていた。1980年代半ばに家族でノース・ヨークシャーに転居。美術大学卒業後、ラジオ・ティーズサイド、ラジオ・ヨーク、ラジオ・カンブリア、ラジオ・リーズなどの地方ラジオ局で司会者業を始める。
務めていたラジオ局は全てBBC系列で、『トップ・ギア』もBBCの番組だが、BBC専属ではなくフリーランスの司会者である。

## トップ・ギア
ジェレミー・クラークソンとジェームズ・メイと共に出演しているBBCの自動車番組『トップ・ギア』の、共同司会者である。番組が新シリーズとなった2002年より出演。シリーズ番組の司会者をするのはこれが初めてであり、番組の人気が上昇するとともに無名だったハモンドは徐々に担当番組が増えていくことになる。
ハモンドという名前と低い背丈のため「ハムスター」とあだ名がつけられている。自身も気に入っているのか、オフィシャルサイトのURLは“ハムスターの檻”、運営・所属する制作プロダクションの社名は“回し車”という名前になっている。また身長をネタにからかわれることも多く、Series 12 Episode 6ではゲストとして登場したボリス・ジョンソンにも「あの小さい人（the little one）」と呼ばれた。 また Series 6 Episode 11では、風間靖幸がドリフト走行する車に同乗した企画VTRの際、欧米人よりも相対的に身長が低いとされるアジア人（日本人）の風間よりもハモンドの方が低いことが如実にわかるシーンをスタジオでピックアップされ、ネタにされた。
ただし身長は170cmあり、共演しているジェレミーが約195cm、ジェームズが約183 cmと共に高身長なため相対的に低く見えると述べている。
歯が白いこともよくネタにされ、漂白剤を使ったか使っていないかを番組内の一項目として取り扱うほどである。

### クラッシュと復帰
2006年9月、番組内での最高速テスト企画のためにジェットエンジン搭載車『ヴァンパイア』に乗り込み、速度記録に挑んだ。1度目のトライでは時速350キロ超を記録し、2度目のトライでは、テレメトリーでの計測で時速500キロ超を達成した。
最後となる3度目のトライで、時速が464 km/h、288.3 mphに達した瞬間、フロント右側のタイヤがバーストし制御不能になってしまい、コースアウトの後に横転し、その後宙を舞い、回転しながら進み停止した。救急チームが現場に駆けつけたときには、車体は逆転した状態で草の中に埋まり、ヘルメットは地面を抉っていた。このトライの時点で、使用していたコースの撮影許可時間の刻限一時間前であり、目標とする記録に達していなかったのもあり、撮影を焦ったことも事故の一因である。
『ヴァンパイア』はF1マシンのようにドライバーが露出しており、ヘルメットは装着していたが、ハモンドは頭部に激しいダメージを受けることになった。シートベルトを切られて車体から出されたときにハモンドは意識を取り戻し、「腰が痛い」と言っている。
ただちにドクターヘリでリーズ医科大学付属病院に搬送されるが、重体と診断された。ハモンドの回復を待つため「トップ・ギア」の新シーズンは放送延期となった。ハモンド自身がジェレミー達に「夏までには番組に戻りたい」「一切の変更はしないでほしい」「お願いだから騒がないでほしい」と語っていたと、シーズン9エピソード1にて、ジェームズとジェレミーが述べている。本来なら番組が打ち切られてもおかしくないほどの大事故だったが、打ち切りは免れている。
病院には家族、ジェレミー、ジェームズ、番組プロデューサーのアンディが駆けつけ、「私たちは『ハムスターが帰ってくる』ことを祈っている」とジェレミーは取材に応えている。
この事故によって彼は脳障害と記憶喪失、うつ病、感情表現に障害を負い、精神科に通っていることを明かしている。この事故後、以前に比べてやや怒りっぽくなったという。なお、脳障害は徐々に快方に向かっている。
2007年1月末にケガから回復したのちに番組に復帰し、実際の事故映像を挟みながら状況を自ら解説した。事故映像を見たスタジオの観客は絶句、しばらくの後、自然に拍手が起きている。ジェレミーとジェームズは「彼はダイアナ皇太子妃になってしまった」など普段通りの際どいブラックジョークでハモンドをからかい責めたが、最後は最高速度を記録した勇気と大事故から無事に生還し番組に帰ってきたことを優しく祝福する。
この映像が含まれているシーズン9エピソード1はハモンド自身と家族の意向により、日本を含む英国外向け配給元のBBCワールドワイドが配給を停止している。また本国でも再放送をしていない。一連の内容は自著『On The Edge: My Story』にて詳しく書かれている。
復帰後も事故を自分でジョークのネタにし、危険なチャレンジに参加している。

### トップ・ギアからの降板
2015年3月に起きた、ジェレミーの暴力騒動が原因で、BBCから契約解除となった。だが、ジェレミー、ジェームズとの関係は続き、Amazon.comと契約を結び2016年8月ごろ新番組『The Grand Tour（グランド・ツアー）』を配信することになり、そちらで再び自動車番組の司会者として復帰した。
2017年6月、リチャードはグランド・ツアーのシーズン2撮影中に再び大きな事故に見舞われた。スイスでのヒルクライムイベントに参加し、電気自動車のスーパーカー、リマック・コンセプトワン（Rimac Concept One）をドライブ中、土手の上に設けられたコースから外れて転落し、車は大破炎上し黒焦げになった。本人は膝を骨折する重傷を負い、ロケ地からスイスの病院に緊急搬送された。しかし命に別状はなく、事故に遭ったことを家族に自ら電話で知らせた。さらに、ジェレミー、ジェームズと共にホスト役を務める情報サイト「DRIVETRIVE」にも「僕は死んでないよ」と題したビデオメッセージを寄せ、入院先からファンに向けて無事を報告した。
ジェレミーはこの事故の様子を見て「今まで見た中で一番ひどい事故だったが、信じられないことに、そしてありがたいことにリチャードは無事だ」とTwitterで述べて無事を喜んだ。

## その他の出演
他にもBスカイBのSky 1で放送されていた『Brainiac: Science Abuse』の第4シーズンまで、ナショナルジオグラフィックチャンネルの『ハイテクのルーツ』や『バ科学』、イギリスの子供番組『Richard Hammond's Blast Lab（リチャード・ハモンドの楽しい研究所）』など数多くの番組で司会者を務める。またコラムニストとしてもデイリー・ミラーに毎週コラムを書いている。日本へは、トップ・ギアの撮影の他、英国BBC制作による新幹線のドキュメンタリー番組でも来日をしている。
2013年11月に発売されたレーシング・シミュレーターの『Forza Motorsport 5』では、彼の解説を聞くことができる。

## 私生活
2002年にコラムニストのアマンダ・エサリッジ（Amanda "Mindy" Etheridge）と結婚、2人の娘がいる。しかし2025年に離婚を発表した。長女のイジー・ハモンド（Izzy Hammond）は2023年からタレント活動を始めており、Spotifyで配信されるポッドキャスト『Who We Are Now With Izzy & Richard』ではリチャードとの親子共演も行っている。
住まいはロンドン中心部のアパートメントとヘレフォードシャーの城（後世に建てられた模造）とロス＝オン＝ワイの城。城は所有する車を収めるために購入しており、後述の「オリバー」やポルシェ、大型バイクなどが何台も収納されている。ただしロス＝オン＝ワイの城については、離婚に伴い元妻に所有権が移ったとされている。

### 逸話
偏食家であり、魚介類は食べることができない。そのため、「トップ・ギア」の企画で日本やベトナムを訪れた際は、現地の料理が食べられずにいる姿を見ることができる。日本ロケではジェームズに「来る国を間違えたな」とまで言われた。また、昆虫恐怖症で、番組の企画でボリビアに行った際にそのことを明かしている。
ポルシェ・911を愛好しており、トップ・ギアでポルシェの話が持ち上がると、ポルシェを嫌っているジェレミーとはよく口論になる。
ベースを弾くことができ、トップ・ギア内で何度か披露している。ジェネシスを嫌っており、中東スペシャル時にはジェレミーによりエンジンをかけると同時に爆音でジェネシスの曲が流れるように仕掛けられた。カーオーディオで操作しても音量や曲変更が出来ないように仕組まれており、シリア - ヨルダン間を常にこの状態で運転するはめになる。更に車はオープンカーだったため、周囲から悪目立ちすることになった。ニュースコーナーで話題が出ても嫌そうにしている。番組にヒュンダイ・ジェネシスクーペが登場した際もジェレミーにこのネタで弄られた。
「トップ・ギア」で激安中古車を用いたチャレンジでは、与えられた車に愛着をもって接し、名前を付けることも多々ある。ボツワナスペシャル（英語版）で買ったオペル・カデットには「オリバー」、ボリビアスペシャル（英語版）で買ったトヨタ・ランドクルーザー40には「ドンキー」と名付けている。特に気に入った車は自分で引き取って修復・保管する。その中の1台である、「激安イタリアスーパーカーチャレンジ」で買ったディーノ・208/308GT4がドッキリ番組にこっそり持ち出され、リチャードをゲストに招いての「目隠しをして縦列駐車する」という企画の障害物として、本人に内緒で設置された。結果、左のテールランプ周辺に接触し、外装を損傷してしまった。
上記のオリバーはアフリカスペシャルの中で何度となく故障、果ては水没までしたがその度に現地修理して復活し、見事チャレンジを完走した。終了後、彼のために9,000マイル離れたイギリスのスタジオに持ち込まれており、後に引き取って保管している。さらに冠番組である『Richard Hammond's Blast Lab』のセットとしても活用されており、子供が挑戦するクイズコーナー「OLIVER's FACT NAV」で、子供がクイズに正解するとライトを点滅させながら「プププー」と高音のホーンを鳴らす。不正解の場合は「ブーー」と、ライトを長く点灯しながら低音のホーンを鳴らす。またトップ・ギアシーズン12エピソード1のチャレンジ企画『トラック運転手の仕事は簡単なのか』で自身の宝物を後ろに設置して中古大型トラックを坂道発進させる際、初めて“OLIV3R”（3はEのリート表記であり、OLIVERと読める）のパーソナルプレートをつけたオリバーが登場。壊すことが怖くてチャレンジをすぐに放棄してしまうほどの溺愛ぶりを見せた。
自動車だけでなくスズキ・GSX1300Rハヤブサなど多数のオートバイも所有している。オートバイが嫌いなジェレミーには「君が乗ってるブラブーサとかいうバイク」という度に、「スズキ・ハヤブーサだ」と訂正している。他にも自転車でロンドン市内を回ることも好んでいるが、自転車もジェレミーが常に馬鹿にしている乗り物であり、「見る度に轢き殺したくなる」や「まともな職について車を買えと言ってやりたい」などと何度も暴言を吐いている。しかし、シリーズ18の最初の放送で放映されたイメージ映像（ダミー）では自転車に乗って番組のテストコースを走っている。
自転車好きという点は「トップ･ギア」のレース企画「車・自転車・鉄道・パワーボートの中でもっとも早く目的地に着くのは何か」で大いに活かされ、スポーツ自転車を駆ってロンドン市内を駆け抜け、目的地の空港に最初に到着する快挙を成し遂げた。自動車やバイク以外にもヘリコプターの免許を取得しており、トップ・ギアのシリーズ17エピソード5で、建物解体に使えそうな軍用車を探すという目的そっちのけで、イギリス軍の軍用ヘリ「ガゼル」を操縦して楽しむ様子が放送された。
自動車番組の司会であるにも拘らず、F1には興味がない。「トップ・ギア」のシーズン17エピソード2でモナコGPの存在を知らず困惑する姿が見られる。その一方でシーズン10エピソード8ではルノー・R25のドライブに挑戦したこともあり、全くF1に関する知識がないわけではない。
ジェレミーほどではないが、破壊癖や車に愛称を付けるほどの愛着ぶり、いたずら好きで一回りほど下という年齢差もあってか、ジェレミーとジェームズからは「チンピラ」「小僧」呼ばわりされている。また出身地がイングランド中部の小都市のため「田舎者」扱いされることも多い。Series 17 Episode 6では「トップ・ギアの地方担当相」と言われている。端正な顔立ちのおかげで女性からの人気も高いが、これもかえって嫌がらせのネタにされることがしばしばある。
「ハンバーガーしか口に出来ない」「マッスルカー好き」「F1よりNASCARが好き」などから「隠れアメリカ人」としばしば嫌みを言われる。シリーズ18エピソード2ではNASCARマシンのドライブにも挑戦している(ただし当のエピソードで主催者側がファンや参加者にゲストを紹介した時、米空軍准将の紹介には拍手喝采されたのに、ハモンドを紹介した時の反応は「誰だこいつ?」といったようなものだった)。